# Алпіна (Мічиган)
Алпіна (англ. Alpena) — місто (англ. city) в США, в окрузі Алпена штату Мічиган. Населення — 10 197 осіб (2020).

## Географія
Алпіна розташована за координатами 45°4′27″ пн. ш. 83°26′35″ зх. д. / 45.07417° пн. ш. 83.44306° зх. д. (45.074208, -83.442989).  За даними Бюро перепису населення США в 2010 році місто мало площу 23,91 км², з яких 22,12 км² — суходіл та 1,78 км² — водойми.

### Клімат
| Клімат : Алпіна                                     | Клімат : Алпіна | Клімат : Алпіна | Клімат : Алпіна | Клімат : Алпіна | Клімат : Алпіна | Клімат : Алпіна | Клімат : Алпіна | Клімат : Алпіна | Клімат : Алпіна | Клімат : Алпіна | Клімат : Алпіна | Клімат : Алпіна | Клімат : Алпіна |
| Показник                                            | Січ.            | Лют.            | Бер.            | Квіт.           | Трав.           | Черв.           | Лип.            | Серп.           | Вер.            | Жовт.           | Лист.           | Груд.           | Рік             |
| Абсолютний максимум, °C                             | 16,7            | 18,3            | 30,6            | 32,2            | 34,4            | 40,0            | 41,1            | 38,9            | 37,2            | 32,2            | 25,0            | 18,3            | 41,1            |
| Середній максимум, °C                               | −2,9            | −1,5            | 3,5             | 11,3            | 18,1            | 23,6            | 26,3            | 25,0            | 20,5            | 13,3            | 6,2             | −0,2            | 11,9            |
| Середній мінімум, °C                                | −11,4           | −11,4           | −7,1            | −0,6            | 4,7             | 9,8             | 12,9            | 12,1            | 8,1             | 2,4             | −2,1            | −7,6            | 0,8             |
| Абсолютний мінімум, °C                              | −33,3           | −38,3           | −32,8           | −21,7           | −6,7            | −2,8            | 1,1             | −1,7            | −5              | −11,1           | −21,1           | −32,8           | −38,3           |
| Середня кількість сонячних годин на місяць          | 108,8           | 133,5           | 195,5           | 222,9           | 279,5           | 294,6           | 316,9           | 257,1           | 193,9           | 143,5           | 82,8            | 73,9            | 2302,9          |
| Норма опадів, мм                                    | 42              | 34              | 47              | 61              | 68              | 67              | 77              | 82              | 74              | 66              | 53              | 44              | 715             |
| Днів з опадами                                      | 14,9            | 11,2            | 11,2            | 11,4            | 11,8            | 10,8            | 10,5            | 10,2            | 12,0            | 13,4            | 13,8            | 14,2            | 145,4           |
| Днів зі снігом                                      | 15,7            | 12,2            | 8,0             | 3,5             | 0,3             | 0,0             | 0,0             | 0,0             | 0,0             | 0,8             | 6,3             | 13,6            | 60,4            |
| Вологість повітря, %                                | 76.2            | 73.3            | 71.6            | 66.8            | 66.0            | 70.5            | 71.0            | 76.1            | 78.5            | 76.4            | 78.2            | 79.6            | 73.7            |
| --------------------------------------------------- | --------------- | --------------- | --------------- | --------------- | --------------- | --------------- | --------------- | --------------- | --------------- | --------------- | --------------- | --------------- | --------------- |
| Джерело: NOAA (relative humidity and sun 1961–1990) |                 |                 |                 |                 |                 |                 |                 |                 |                 |                 |                 |                 |                 |

## Демографія
Згідно з переписом 2010 року, у місті мешкали 10 483 особи в 4734 домогосподарствах у складі 2565 родин. Густота населення становила 438 осіб/км².  Було 5278 помешкань (221/км²).
Расовий склад населення:
| - 96,8 % — білих - 0,7 % — азіатів - 0,5 % — чорних або афроамериканців - 0,4 % — корінних американців - 0,1 % — вихідців з тихоокеанських островів |

До двох чи більше рас належало 1,4 %. Частка іспаномовних становила 1,0 % від усіх жителів.
За віковим діапазоном населення розподілялося таким чином: 20,7 % — особи молодші 18 років, 59,9 % — особи у віці 18—64 років, 19,4 % — особи у віці 65 років та старші. Медіана віку мешканця становила 42,5 року. На 100 осіб жіночої статі у місті припадало 91,1 чоловіків;  на 100 жінок у віці від 18 років та старших — 87,8 чоловіків також старших 18 років.
Середній дохід на одне домашнє господарство  становив 44 384 долари США (медіана — 34 087), а середній дохід на одну сім'ю — 50 971 долар (медіана — 43 315). Медіана доходів становила 36 534 долари для чоловіків та 30 861 долар для жінок. За межею бідності перебувало 24,3 % осіб, у тому числі 36,4 % дітей у віці до 18 років та 13,0 % осіб у віці 65 років та старших.
Цивільне працевлаштоване населення становило 4377 осіб. Основні галузі зайнятості: освіта, охорона здоров'я та соціальна допомога — 27,0 %, роздрібна торгівля — 19,3 %, мистецтво, розваги та відпочинок — 11,6 %, виробництво — 9,0 %.